# Jack Fessenden
Jack Fessenden (* um 2000) ist ein US-amerikanischer Filmschauspieler und Filmemacher. Er ist auch Musiker und hat mit seinem Vater, dem Independentfilmemacher Larry Fessenden, die Band Still Rusty gegründet. Jack Fessenden hat für alle seine Filme selbst die Musik komponiert.

## Leben
Jack Fessenden wurde um den Jahrtausendwechsel herum geboren. Sein Vater ist der Filmemacher und Gründer des in New York ansässigen Produktionsunternehmens für Independentfilme Glass Eye Pix Larry Fessenden, seine Mutter die Szenenbildnerin und Stop-Motion-Animatorin Beck Underwood.
Im Jahr 2001 war er in Wendigo – Dem Bösen geweiht in seinem Spielfilmdebüt zu sehen, 2006 in dem Horror-Thriller The Last Winter seines Vaters in der Rolle von Charles Foster und 2010 in Vampire Nation von Jim Mickle in einer Nebenrolle.
Bei seinem Spielfilmdebüt als Regisseur und Drehbuchautor Stray Bullets, das im September 2016 beim Filmfest Oldenburg seine Premiere feierte und im Februar 2017 in ausgewählte US-Kinos kam, besetzte er eine der Hauptrollen mit seinem Vater, während er selbst Connor spielt. Als er Stray Bullets realisierte, war er gerade einmal 15 Jahre alt und besuchte noch die High School. Fünf Jahre später stellte Fessenden beim Filmfest Oldenburg seinen zweiten Spielfilm Foxhole vor.
Wie bereits bei seinen Kurzfilmen schrieb Fessenden für beide Langfilme auch die Musik, weil er von seinem Vater wusste, dass man hierfür keine urheberrechtlich geschützte Musik verwenden darf. Gemeinsam mit seinem Vater hat er die Band Still Rusty gegründet mit der sie das Album MAD 4EVER veröffentlichten.
Fessenden besucht die Wesleyan University in Connecticut und studiert dort Film.

## Filmografie
Als Schauspieler
- 2001: Wendigo – Dem Bösen geweiht (Wendigo)
- 2006: The Last Winter
- 2010: Vampire Nation
- 2016: Stray Bullets
- 2019: Depraved

Als Regisseur, Drehbuchautor und Filmkomponist
- 2013: Riding Shotgun (Kurzfilm)
- 2014: All for One (Kurzfilm)
- 2015: Pranks (Kurzfilm)
- 2016: Stray Bullets
- 2021: Foxhole

## Auszeichnungen
Filmfest Oldenburg
- 2016: Nominierung als Bester Film für den Publikumspreis (Stray Bullets)
- 2021: Nominierung als Bester Film für den Publikumspreis (Foxhole)

Woodstock Film Festival
- 2021: Auszeichnung als Bester Film mit dem Ultra Indie Award (Foxhole)[9]